# الاتحاد الدولي لألعاب القوى
الاتحاد الدولي لألعاب القوى (الاسم الرسمي منذ عام 2019، عرف سابقا باسم «الاتحاد الدولي لألعاب القوى للهواة» و«الرابطة الدولية لاتحادات ألعاب القوى» وكلاهما مختصر باسم IAAF) هي الهيئة الدولية المنظمة لرياضة ألعاب القوى، وتشمل سباقات المضمار والميدان والجري عبر الضواحي (العدو الريفي) وسباق الطرقات وسباق المشي، والجري فوق الجبال والجري الفائق. تشمل مسؤوليتها توحيد القواعد واللوائح الخاصة بالرياضة، والاعتراف بالأرقام القياسية العالمية وإدارتها، وتنظيم وفرض العقوبات في مسابقات ألعاب القوى، بما في ذلك بطولة العالم لألعاب القوى. رئيس المنظمة هو سيباستيان كو من المملكة المتحدة، الذي انتُخب عام 2015 وأعيد انتخابه مرة أخرى في عام 2019 لمدة أربع سنوات أخرى.

## التاريخ
أُنشأت المؤسسة سنة 1912 خلال مؤتمر في دورته الأولى في ستوكهولم، من جانب ممثلي 17 من الاتحادات الوطنية لألعاب القوى، واختارو لها اسم الاتحاد الدولي لألعاب القوى للهواة، تم تغير الاسم إلى الاسم الحالي في مؤتمر 2001، عندما تم الاستعاضة عن هواة.
رغم أن الاتحاد تأسس سنة 1912، ولكنه لم يبدأ الاهتمام بتسويق الرياضة تجارياً إلا في بداية الثمانينات، حيث بدأ يقيم بطولات للعالم، بالإضافة إلى دورات مختلفة أخرى تقدم جوائز مادية.

## الرئيس
السنغالي لمين دياك هو الرئيس الحالي للاتحاد الدولي لألعاب القوى، بعد أن وصل إلى أعلى منصب مؤقتا بعد وفاة الرئيس السابق بريمو نيبيولو سنة 1999، وتولى منصب الرئاسة رسميا في مؤتمر 2001.
تعاقب على الاتحاد خمسة رؤساء منذ تأسيسه.
| الاسم           | الدولة          | التاريخ     |
| --------------- | --------------- | ----------- |
| سيغفريد ادستروم | السويد          | 1912 – 1946 |
| دفيد بورغلي     | المملكة المتحدة | 1946 – 1976 |
| أدريان بوالين   | هولندا          | 1976 – 1981 |
| بريمو نيبيولو   | إيطاليا         | 1981 – 1999 |
| لمين دياك       | السنغال         | 1999 –      |

## المسابقات
الاتحاد الدولي لألعاب القوى مهمته توحيد أساليب ممارسة الألعاب، وتدوين وتوثيق الأرقام والإنجازات، كما أنه ينظم العديد من المسابقات الرياضية الدولية الرئيسية.
| المسابقة                               | تنظم      |
| -------------------------------------- | --------- |
| بطولة العالم لألعاب القوى              | كل سنتين  |
| بطولة العالم لألعاب القوى داخل الصالات | كل سنتين  |
| بطولة العالم للعدو الريفي              | سنويا     |
| بطولة العالم لنصف الماراثون            | سنويا     |
| بطولة العالم للناشئين لألعاب القوى     | كل سنتين  |
| بطولة العالم للشباب لألعاب القوى       | كل سنتين  |
| كأس العالم لسباق المشي                 | كل سنتين  |
| كأس العالم لألعاب القوى                | أوقف 2006 |
| الدوري الماسي                          | سنويا     |
| الدوري الذهبي                          | أوقف 2009 |
| نهائي ألعاب القوى العالمي              | أوقف 2009 |

## الاتحادات القارية

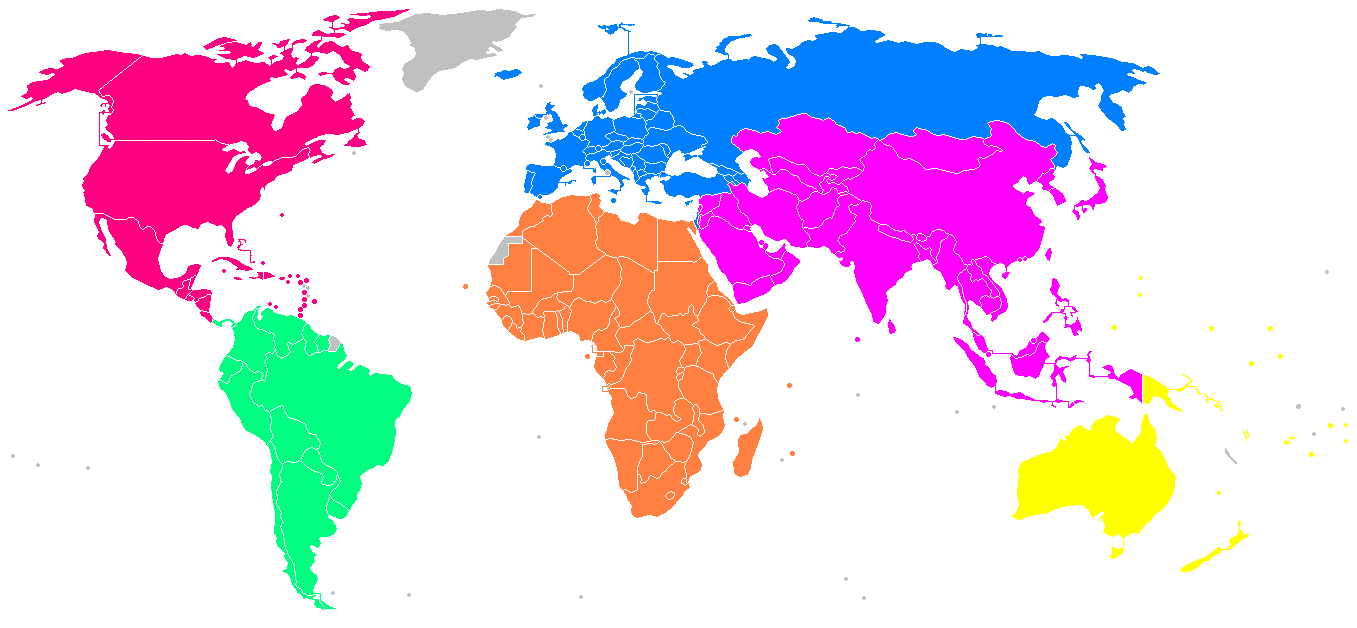
خريطة الإتحادات الستة

يتشكل الاتحاد الدولي لألعاب القوى من 6 إتحادات قارية و212 عضو في الاتحادات الوطنية.
      AAA – الاتحاد الآسيوي لألعاب القوى في آسيا
      CAA – الاتحاد الأفريقي لألعاب القوى في أفريقيا
      CONSUDATLE – اتحاد أمريكا الجنوبية لألعاب القوى في أمريكا الجنوبية
      NACACAA – اتحاد أمريكا الشمالية والوسطى والكاريبي لألعاب القوى في أمريكا الشمالية
      EAA –الاتحاد الأوروبي لألعاب القوى في أوروبا
      OAA – اتحاد أوقيانوسيا لألعاب القوى في أوقيانوسيا

## وصلات خارجية
- الموقع الرسمي للإتحاد

| الدوري الذهبي (الاتحاد الدولي لألعاب القوى)                                                  |
| 1998 \| 1999 \| 2000 \| 2001 \| 2002 \| 2003 \| 2004 \| 2005 \| 2006 \| 2007 \| 2008 \| 2009 |